# Шерве-Кюба
Шерве́-Кюба́ (фр. Cherveix-Cubas) — коммуна во Франции, находится в регионе Аквитания. Департамент — Дордонь. Входит в состав кантона Иль-Лу-Овезер. Округ коммуны — Перигё.
Код INSEE коммуны — 24120.

## География

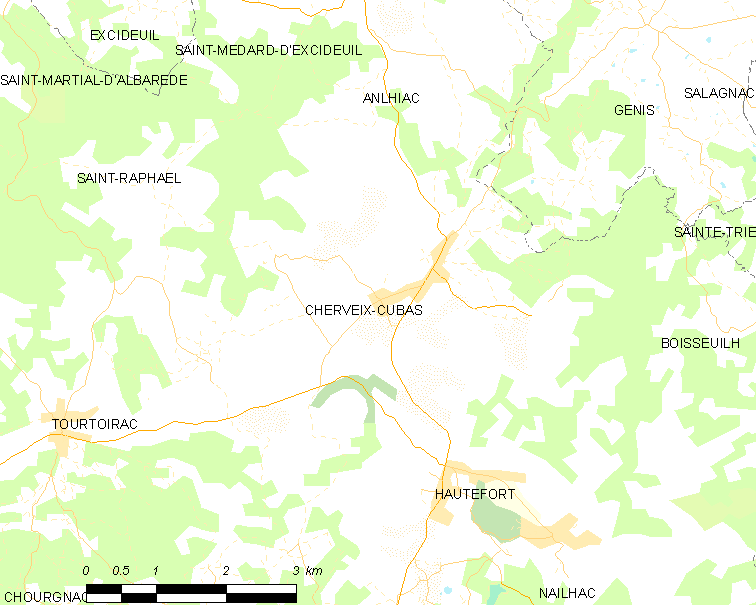
Карта коммуны

Коммуна расположена приблизительно в 410 км к югу от Парижа, в 145 км восточнее Бордо, в 34 км к востоку от Перигё.
По территории коммуны протекает река Овезер.

### Климат
Климат умеренный океанический со средним уровнем осадков, которые выпадают преимущественно зимой. Лето здесь долгое и тёплое, однако также довольно влажное, здесь не бывает регулярных периодов летней засухи. Средняя температура января — +5 °C, июля — +18 °C. Изредка, вследствие стечения неблагоприятных погодных условий, может наблюдаться непродолжительная засуха или случаются поздние заморозки. Климат меняется очень часто, как в течение сезона, так и год от года.

## Население
Население коммуны на 2010 год составляло 625 человек.
| 1962 | 1968 | 1975 | 1982 | 1990 | 1999 | 2010 |
| ---- | ---- | ---- | ---- | ---- | ---- | ---- |
| 796  | 712  | 712  | 665  | 590  | 601  | 625  |

## Администрация
| Период | Период | Фамилия                    | Партия                  | Примечания    |
| ------ | ------ | -------------------------- | ----------------------- | ------------- |
| 2001   | 2008   | Женевьев Мажимель-Пелоннье |                         |               |
| 2008   | 2020   | Жан-Мари Керуа             | Социалистическая партия | врач-терапевт |

## Экономика
В 2010 году среди 362 человек трудоспособного возраста (15-64 лет) 259 были экономически активными, 103 — неактивными (показатель активности — 71,5 %, в 1999 году было 68,5 %). Из 259 активных жителей работали 237 человек (127 мужчин и 110 женщин), безработных было 22 (12 мужчин и 10 женщин). Среди 103 неактивных 24 человека были учениками или студентами, 62 — пенсионерами, 17 были неактивными по другим причинам.

## Достопримечательности
- Церковь Св. Марциала (XII век). Исторический памятник с 1974 года[5]
- Церковь Св. Роха
- Дом «Храм воды» (XVIII век). Исторический памятник с 1975 года[6]
- Каменный кладбищенский фонарь (XIII век). Исторический памятник с 1939 года[7]

## Фотогалерея

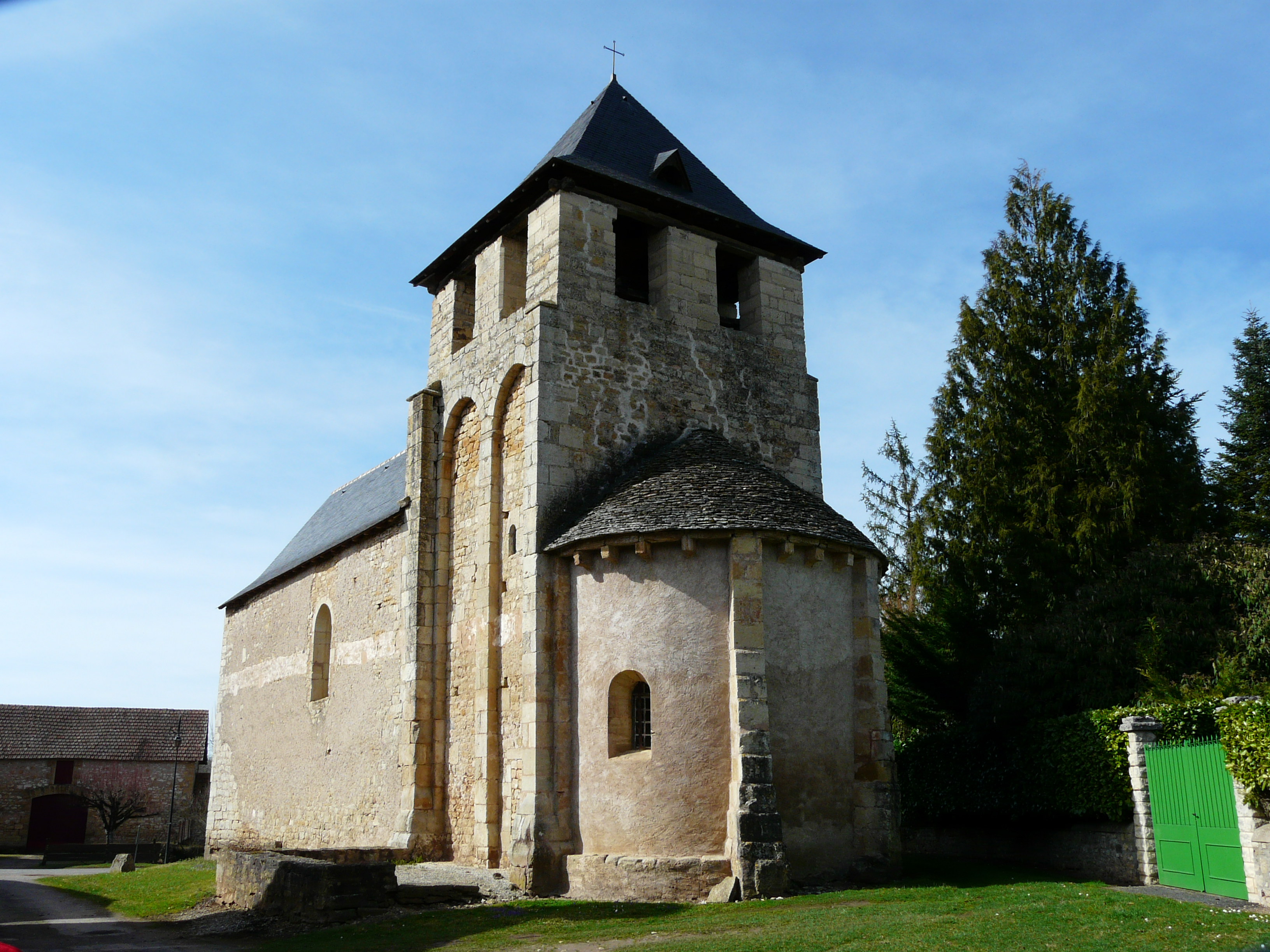
Церковь Св. Марциала
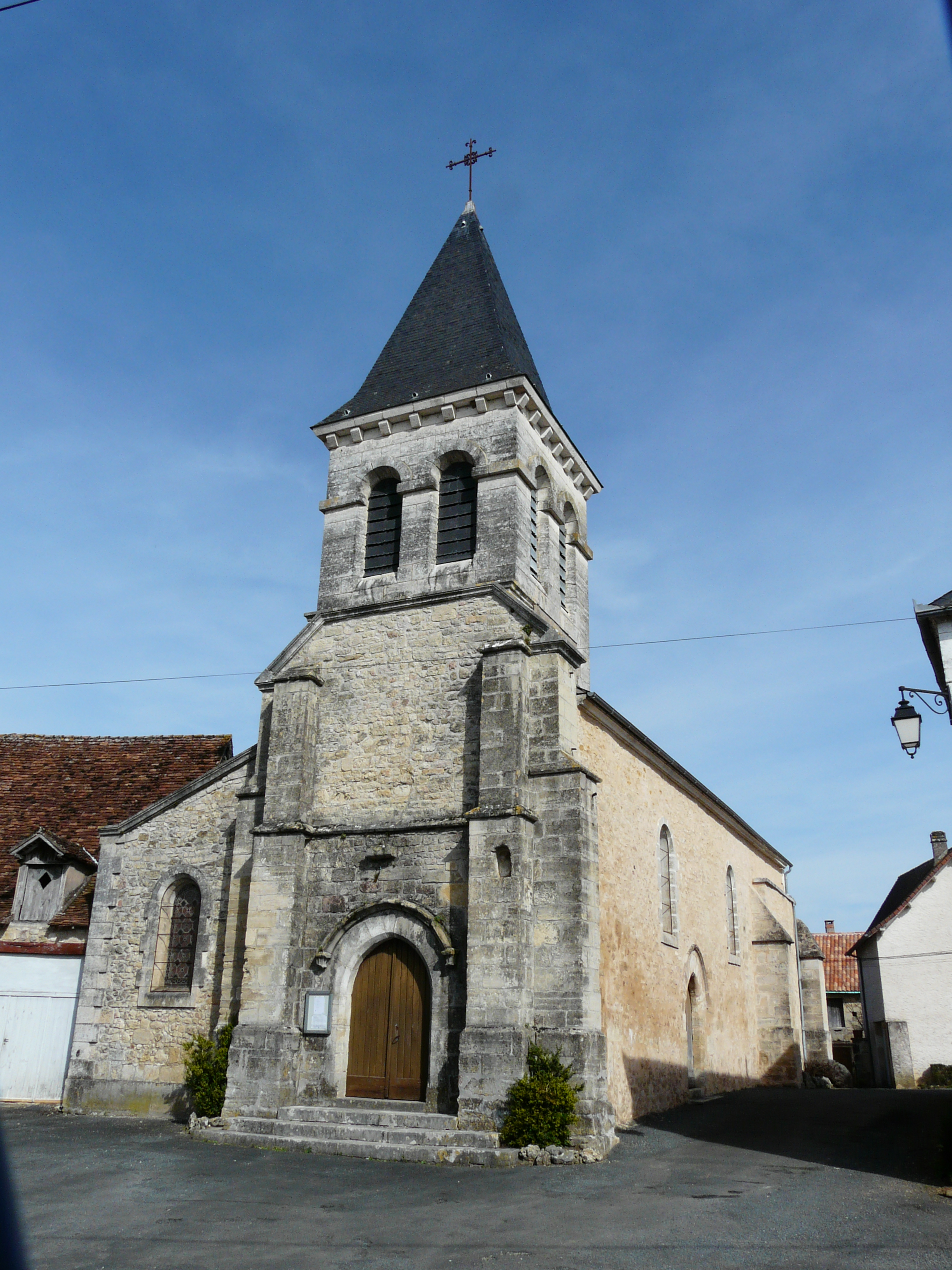
Церковь Св. Роха
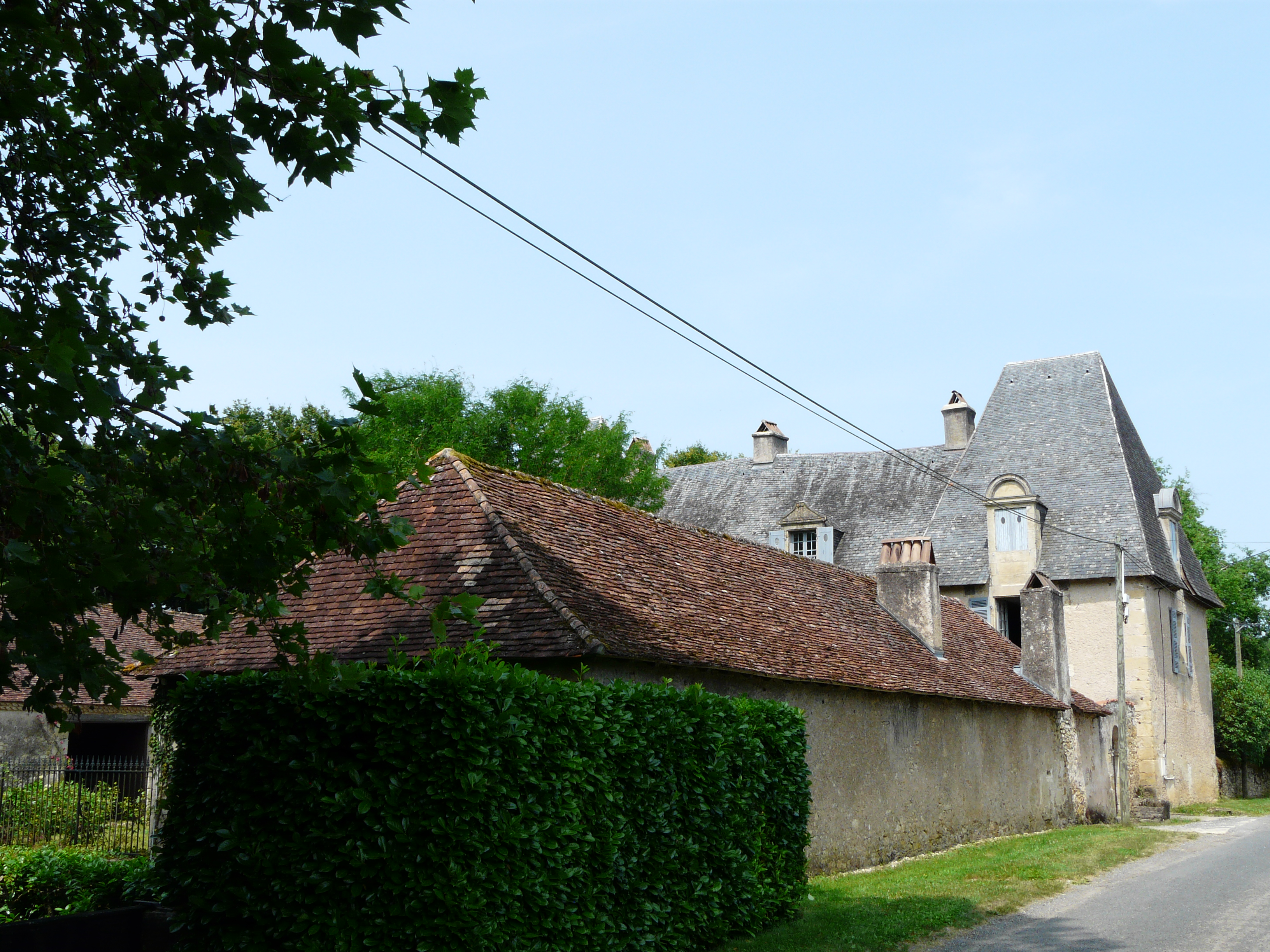
Дом «Храм воды»
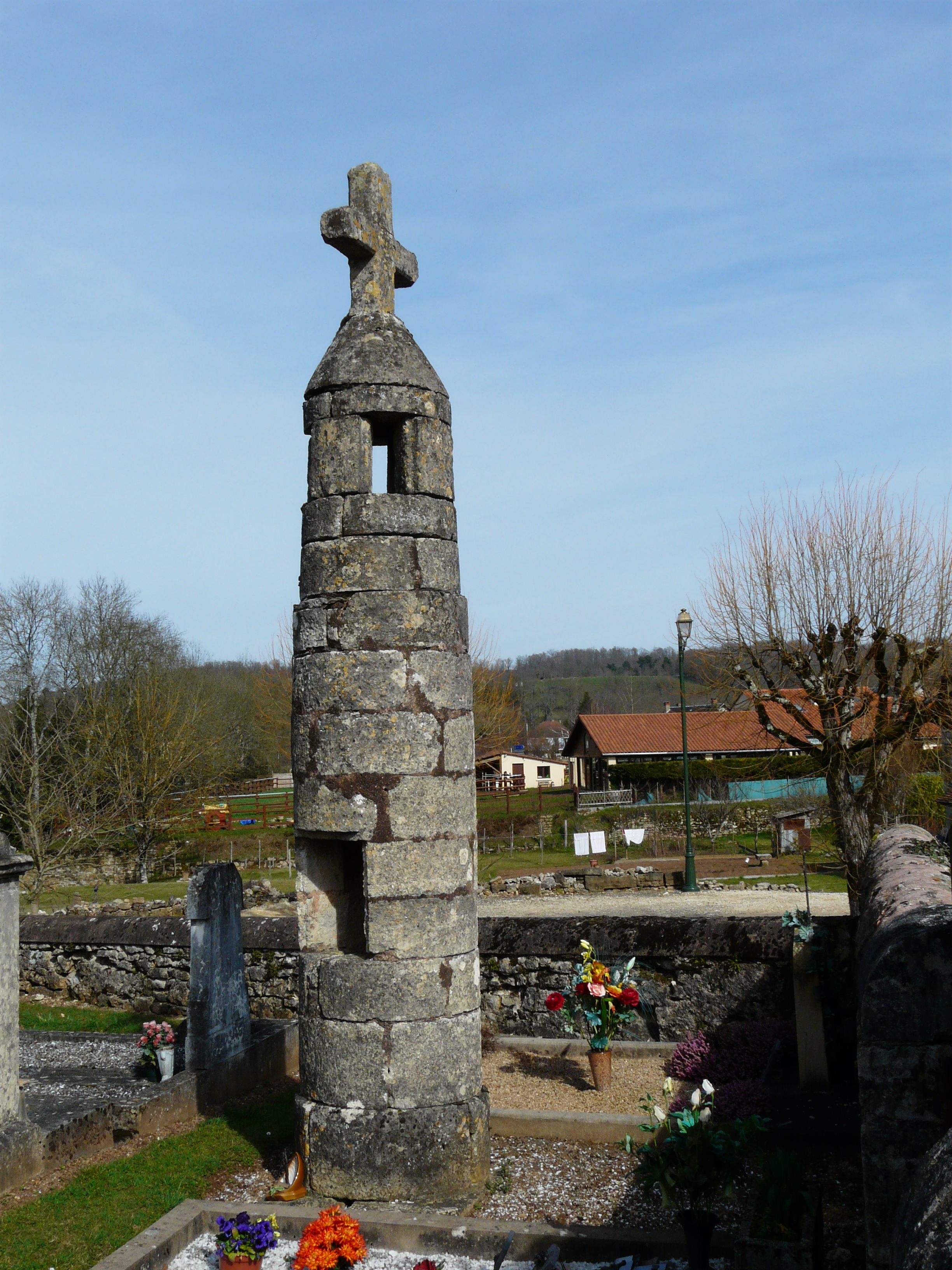
Каменный кладбищенский фонарь
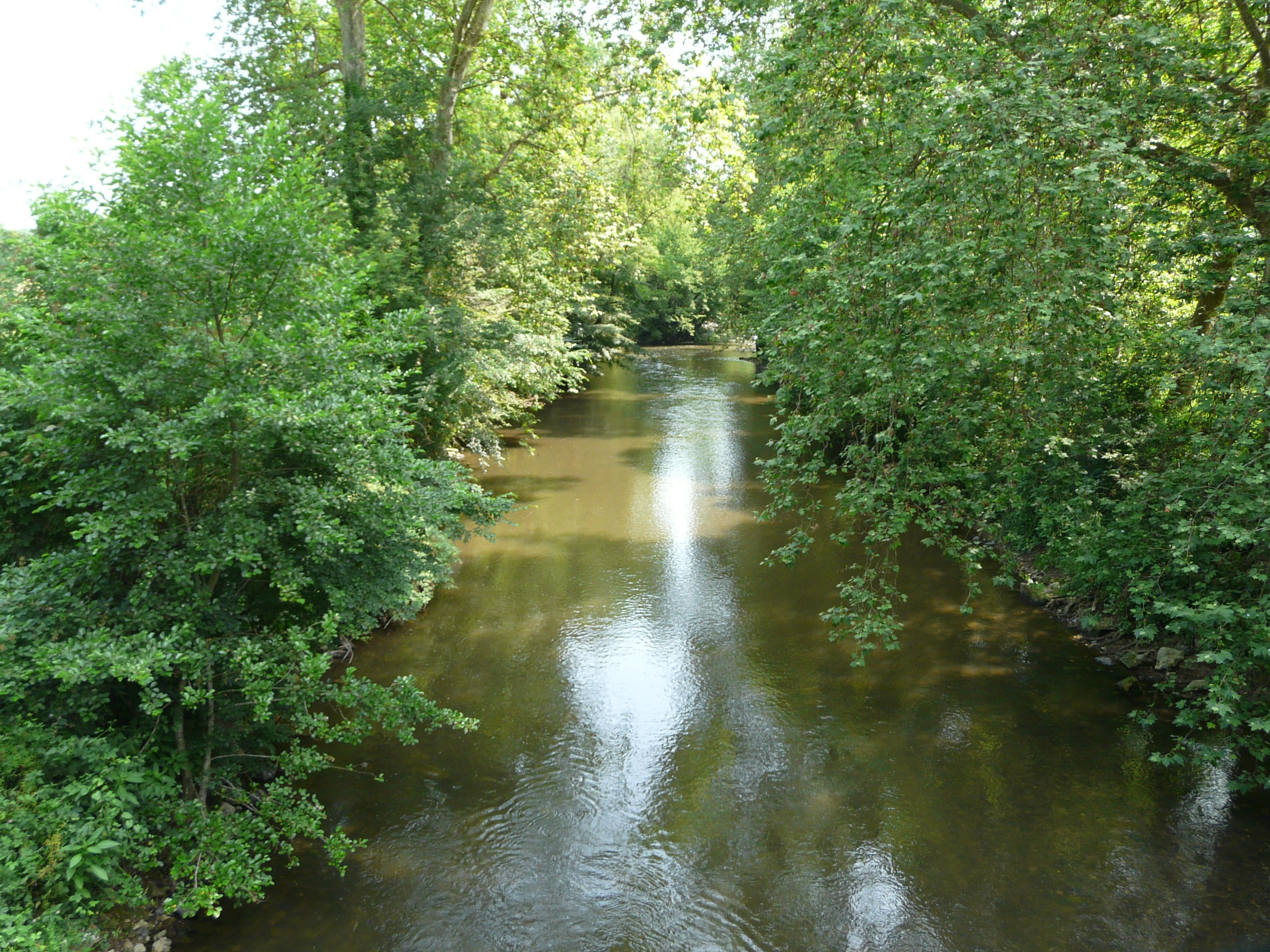
Река Овезер